# Viaszfehér tölcsérgomba
A viaszfehér tölcsérgomba (Clitocybe phyllophila) a pereszkefélék családjába tartozó, Európában és Észak-Amerikában elterjedt, mérgező gombafaj.

## Megjelenése
A viaszfehér tölcsérgomba kalapja 3–12 cm átmérőjű, alakja kezdetben kissé púposan domború, majd laposan kiterül, közepén kisebb-nagyobb bemélyedéssel. Széle sokszor hullámos, karéjos. Színe fehér, fehéres, krémszínű vagy szürkésfehér; nedvesen vízfoltos. Felülete viaszosan fénylő, hamvas, ezüstösen selymes; idős gomba esetén - különösen nedvesen - márványos is lehet. Húsa rugalmasan merev (a tönkben kimondottan szívós). Szaga kellemesen édeskés, íze kissé lisztszerű.
Keskeny lemezei kissé lefutók, közepesen sűrűn állók. Színük fehér, idősen sárgásra, sárgásbarnára színeződnek. Spórapora krémszínű rózsaszínes árnyalattal, de néha egészen világos, fehéres is lehet.
Tönkje 2–10 cm magas, 0,3–2 cm vastag. Alakja felfelé vékonyodó, főleg több összenőtt példány esetén. Gyakran elgörbül. Színe fehéres, felülete szálas. Töve a micéliumtól fehéren bolyhos lehet.

### Hasonló fajok
Összetéveszthető az ehető szürke tölcsérgombával, fehér tölcsérgombával, elefántcsont csigagombával, májusi pereszkével, kajsza lisztgombával és zöld ánizsgombával is. 

## Elterjedése és termőhelye
Európában és Észak-Amerikában honos. Magyarországon gyakori. Lomb- és fenyőerdőben nő, de árnyékos, nedves helyeken kertekben is előfordulhat. Többnyire csoportosan jelenik meg, de előfordulhatnak magányos példányok. Szeptember-december között terem.
Mérgező, muszkarint tartalmaz. A gomba fogyasztása után negyed-félórával hányás, hasmenés, nyálfolyás lép fel. Ellenszere az atropin.

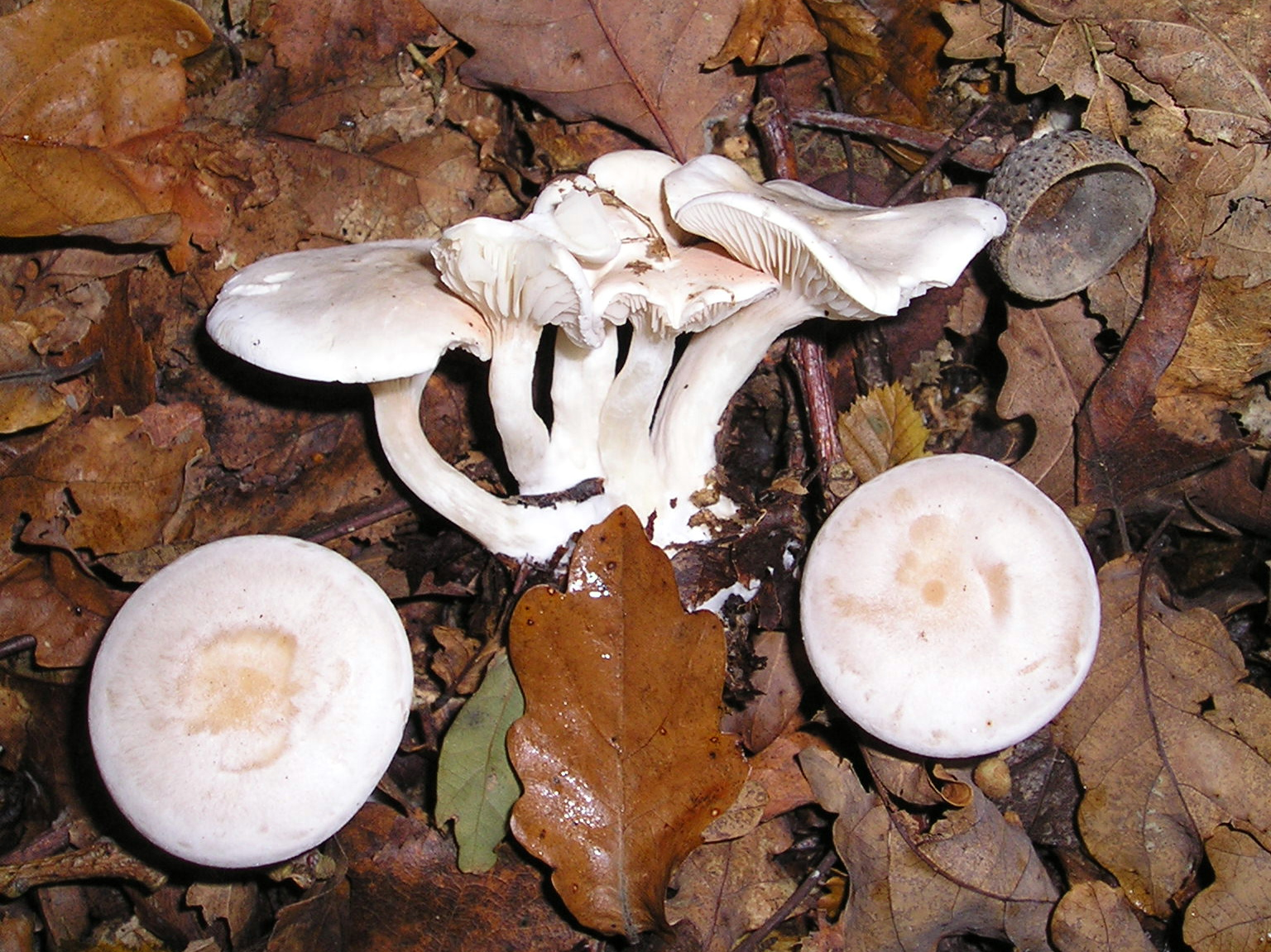
Viaszfehér tölcsérgombák
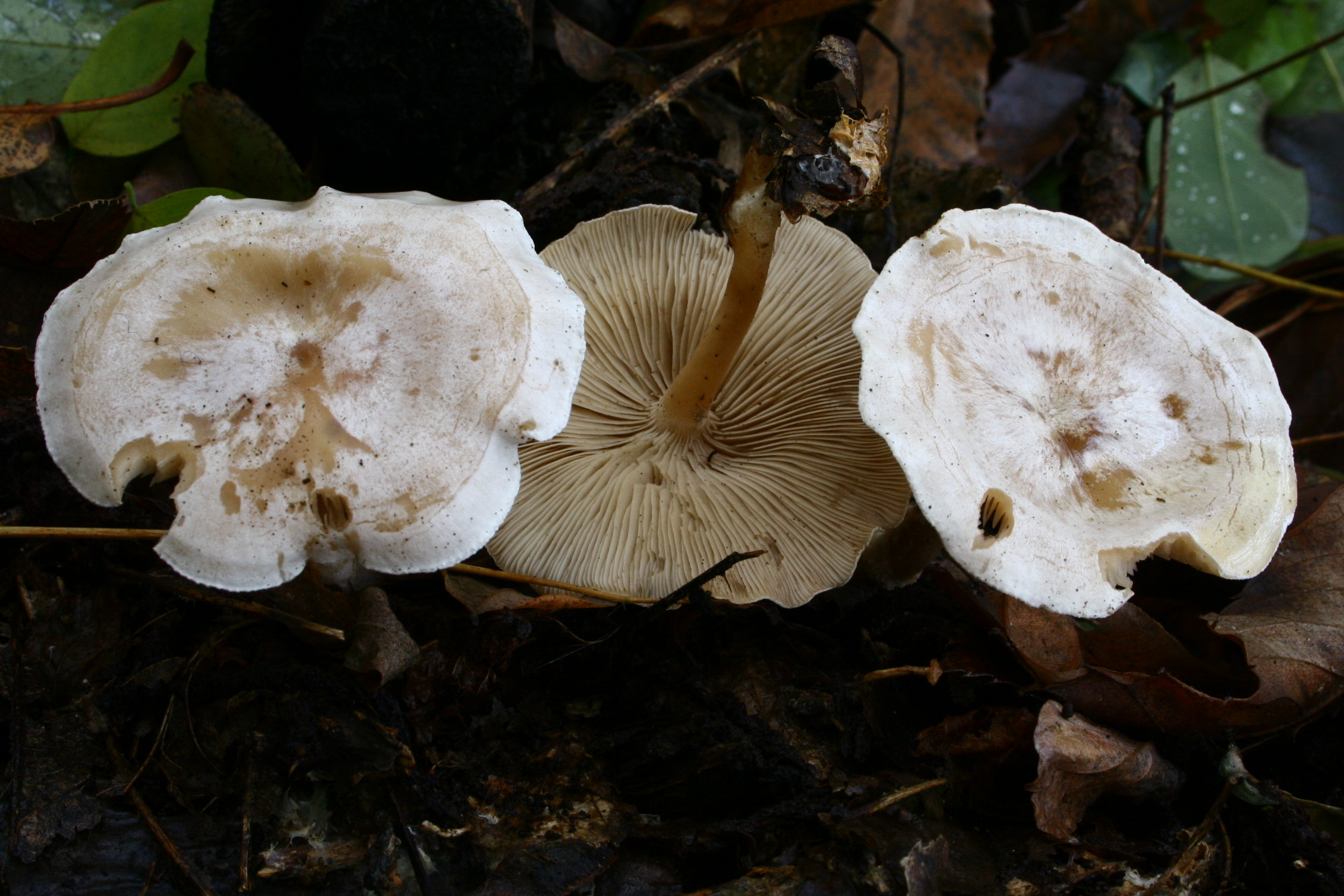
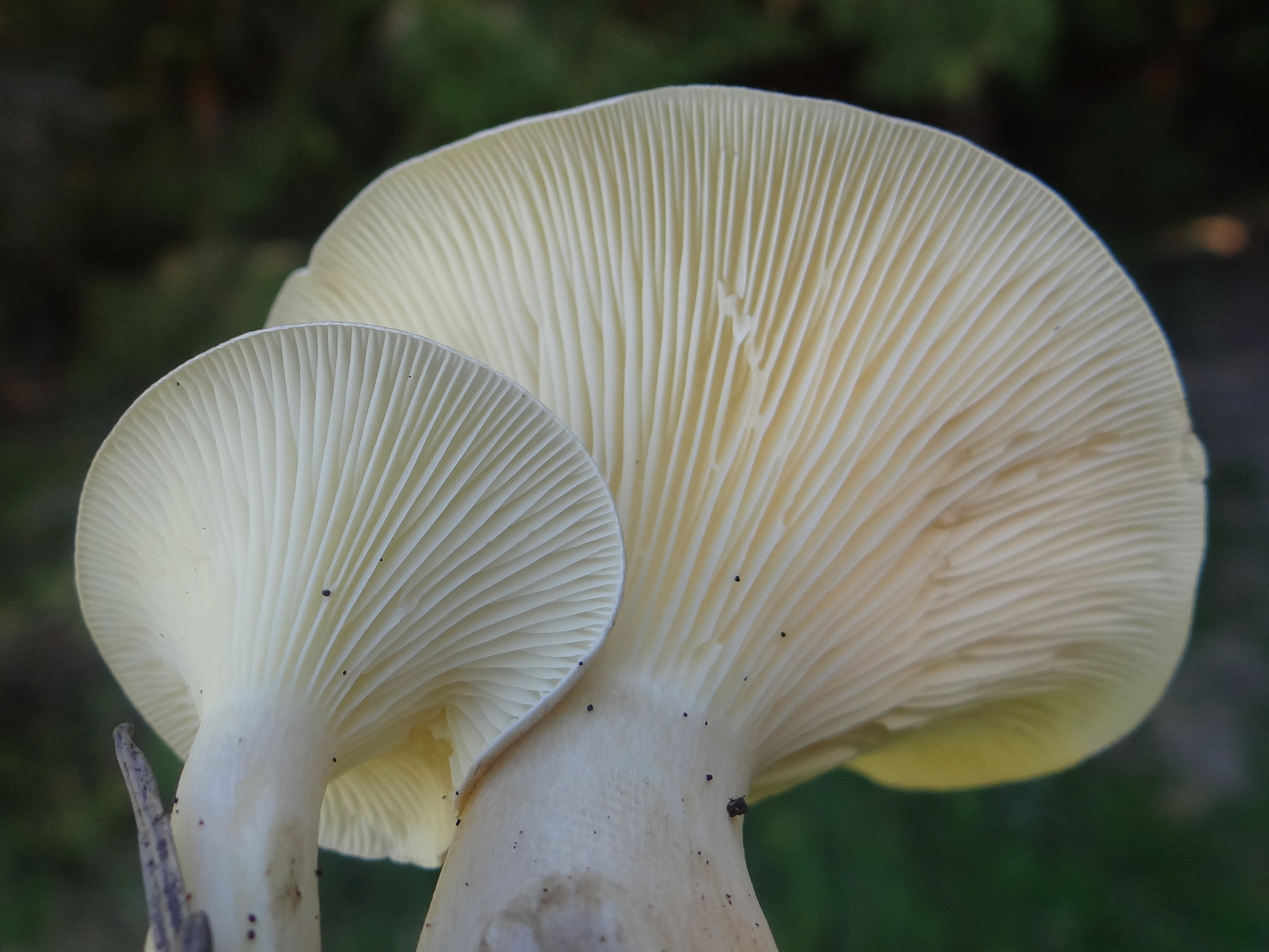
Lemezei
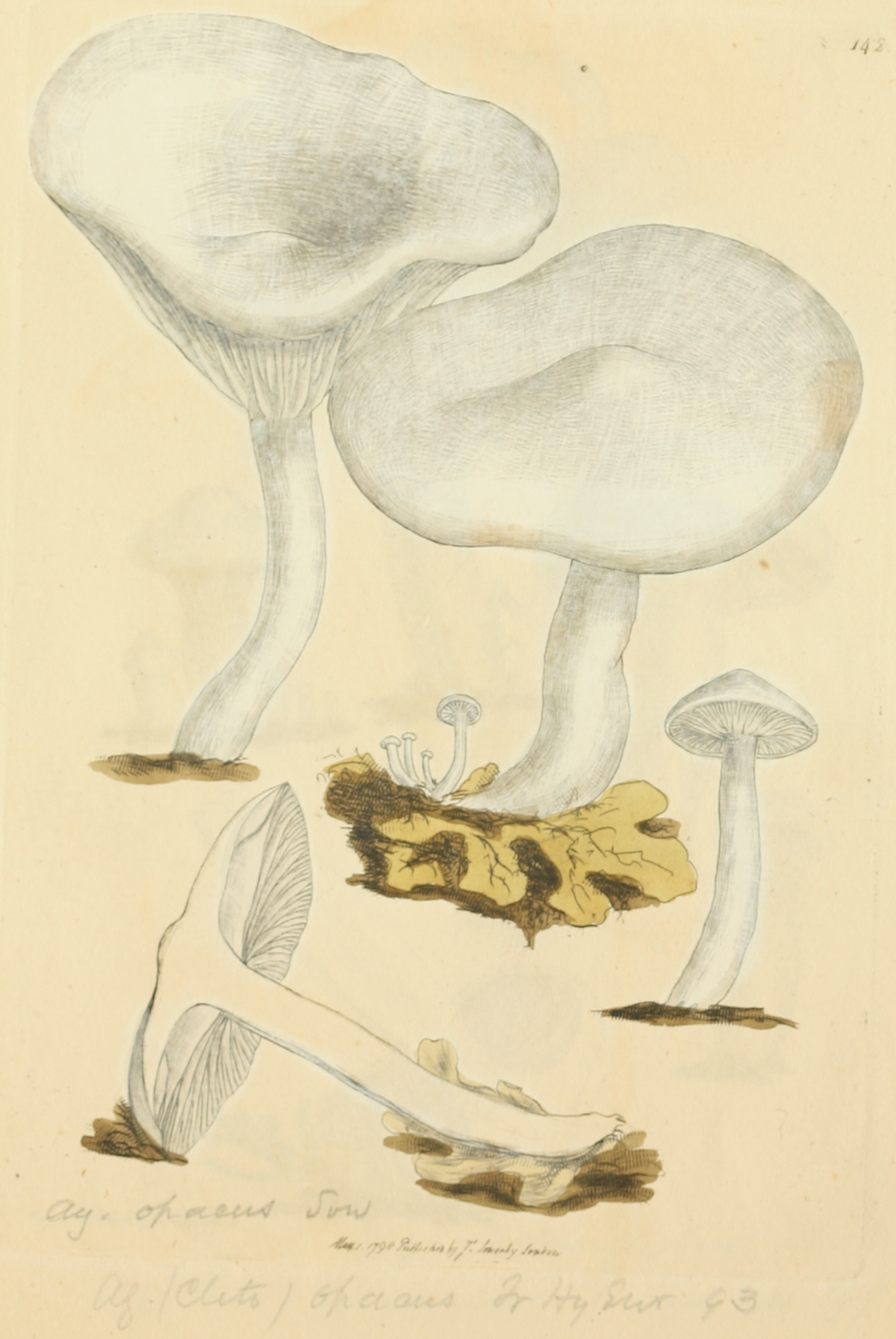
Ábrázolása a Coloured Figures of English Fungi or Mushrooms-ban (1797-1809)